# Helmut Newton
Helmut Newton [ˈnjuːtn̩] (Berlin, 1920. október 31. – Los Angeles, 2004. január 23.; eredeti polgári neve Helmut Neustädter) német fotóművész.

## Élete
Helmut Newton 1920-ban, Berlinben született egy jómódú zsidó gombgyáros család gyermekeként. 1936-ban félbeszakította gimnáziumi tanulmányait, mert már ekkor is inkább az úszás, a lányok és a fényképészet érdekelte. Ezután Berlin egyik ismert fényképészénél, Yva Else Simonnál tanult, aki később a náci terror áldozatává vált.
Két évvel később megszakította fényképészeti tanulmányait, és röviddel 18. születésnapja után, 1938. december 5-én, Szingapúrba távozva elhagyta Németországot. Ott két hétig fotoriporterként dolgozott a Singapore Straits-Times-nál, ahonnét rövid időn belül „alkalmatlansága miatt“ eltanácsolták.
A második világháború alatt 1940-től Ausztráliában élt, ahol az ausztrál hadseregben teherautósofőrként és vasútépítésen dolgozott. 1945 nyitotta meg fényképészetét Melbourne-ben. 1948 feleségül vette June Browne színésznőt (művésznevén June Brunell), akivel egészen haláláig együtt élt és aki az 1970-es évektől maga is – Alice Springs néven – fotóművészként tevékenykedett.
1956-tól Helmut Newton a Vogue divatmagazin ausztrál kiadójánál tevékenykedett, amelynek során egyre több megbízást kapott a lap francia, olasz, amerikai és német kiadóitól, illetve más divatmagazinoktól. Az 1970-es évektől a világ egyik legismertebb és legjobban fizetett divat-, reklám-, portré- és aktfényképészeként vált ismertté.
Utolsó éveit feleségével Monacóban töltötte. 83 évesen halt meg autóbalesetben 2004. január 23-áról január 24-ikére virradó éjszaka Los Angeles-ben a Cedars-Sinai Medical Centerben. Híresztelések szerint az autóbalesetet az okozta, hogy Newton a volánnál szívinfarktust kapott. Kívánságának megfelelően szülővárosában Berlinben helyezték örök nyugalomra 2004. június 2-án. Urnája a III. számú városi temető (III. Städtischer Friedhof Stubenrauchstraße, Berlin-Friedenau) díszsírhelyén nyugszik, Marlene Dietrich sírjának közelében.

## Hatása
Helmut Newton erotikus stílusával forradalmasította a divatfényképészetet.
Saját magát inkább feministának (sic!) tekintette, semmint a nők kizsákmányolójának, mert modelljeit sohasem alávetettként, hanem domináns szerepben mutatta be.
Az 1990-es években nőábrázolásáról heves vitát folytatott Alice Schwarzerrel az EMMA című feminista magazinban, amely végül jogi vitákba is torkollott.

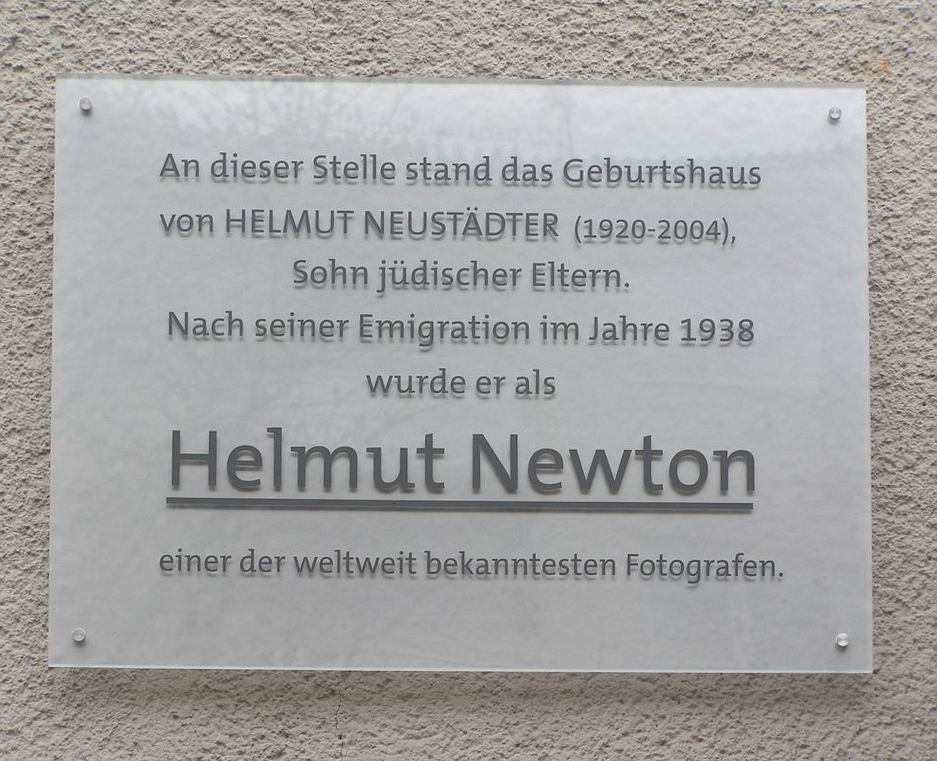
Születési helyét jelölő emléktábla Berlinben

Munkássága során nem kényszerült arra, hogy mások kívánságait kövesse, sem a motívumválasztás, sem a művészi kivitelezés tekintetében.
2004. június 3-án nyitotta meg és ajándékozta Berlin városának June Newton a férje fotóit bemutató kiállítást (Helmut Newton Stiftung), amely ma is látható a Fotóművészeti Múzeum (Museum für Fotografie) termeiben.
2005. április 8-án leplezték le Newton szülőházának (Innsbrucker Straße 24) emléktábláját.
Berlin belvárosában, a híres Friedrichstraßén található a Helmut Newton Bar, amelynek falain  a művész legismertebb képei láthatóak.

## Művei
- Autobiographie. – München : Goldmann, 2005. – ISBN 3-442-15290-9
- Playboy's Helmut Newton. – Chronicle Books, August 2005. – ISBN 0-81185-065-X
- Big Nudes. – München : Schirmer/Mosel, 2004. – ISBN 3-8296-0139-5
- Sumo, Köln:  Taschen, 2000
- Helmut Newton's illustrated. – München : Schirmer/Mosel, 2000. – ISBN 3-88814-613-5
  - 1. kötet: Sex and Power
  - 2. kötet: Pictures from an exhibition
  - 3. kötet: I was here
  - 4. kötet: Dr. Phantasme
- Pola Woman. – München : Schirmer/Mosel, 2000. – ISBN 3-88814-749-2
- Portraits : Bilder aus Europa und Amerika. – München : Schirmer/Mosel, 2004. – ISBN 3-8296-0146-8
- Private Property. – München : Schirmer/Mosel, 1989. – ISBN 3-88814-340-3
- Sleepless nights. – München : Schirmer/Mosel, 1991. – ISBN 3-88814-421-3
- Welt ohne Männer. – Schirmer/Mosel, 1993. – ISBN 3-88814-130-3
- White women. – München Schirmer/Mosel, 1992. – ISBN 3-88814-281-4